# Strejevoi
Strejevoi é uma cidade da Rússia, no Oblast de Tomsk.